# Bahnstrecke Zidani Most–Novska
| Streckennummer: | 10 (SŽ) / M101/M502-1/M502-2 (HŽ) |                                        |                                        |
| Kursbuchstrecke: | ? (SŽ) / 10/50 (HŽ)               |                                        |                                        |
| Streckenlänge: | 127,5 km                          |                                        |                                        |
| Spurweite: | 1435 mm (Normalspur)              |                                        |                                        |
| Stromsystem: | 3 kV (Zidani Most–Dobova) =       |                                        |                                        |
| Stromsystem: | 25 kV 50 Hz (Dobova–Sisak) ~      |                                        |                                        |
| |                                   |                                        |                                        |
| \| \| \| von Trieste[1] \| \| \| \| 502,0 \| Zidani Most 1943 als Steinbrück (Sawe) \| Zidani Most 1943 als Steinbrück (Sawe) \| \| \| \| Südbahn nach Maribor \| \| \| \| 502,0 \| Zidani Most (Frachtenbahnhof) \| Zidani Most (Frachtenbahnhof) \| \| \| 499,0 \| Radeče 1943 als Ratschach (Steierm) \| Radeče 1943 als Ratschach (Steierm) \| \| \| 497,2 \| Loka 1943 als Laak \| Loka 1943 als Laak \| \| \| 494,2 \| Breg 1943 als Rain (Steierm) \| Breg 1943 als Rain (Steierm) \| \| \| \| von Trebnje \| \| \| \| 485,7 \| Sevnica 1943 als Lichtenwald \| Sevnica 1943 als Lichtenwald \| \| \| 477,7 \| Blanca 1943 als Anger-Siegersberg \| Blanca 1943 als Anger-Siegersberg \| \| \| 471,8 \| Brstanica 1943 als Reichenburg \| Brstanica 1943 als Reichenburg \| \| \| 471,0 \| Brstanica tovorna (Frachtenbahnhof) \| Brstanica tovorna (Frachtenbahnhof) \| \| \| 467,6 \| Krško 1943 als Gurkfeld \| Krško 1943 als Gurkfeld \| \| \| 463,7 \| Libna 1943 nicht aufgelistet \| Libna 1943 nicht aufgelistet \| \| \| 459,2 \| Brežice 1943 als Rann \| Brežice 1943 als Rann \| \| \| 453,5 \| Dobova 1943 als Brückel (Steierm) \| Dobova 1943 als Brückel (Steierm) \| \| \| 451,2 \| Grenze Slowenien-Kroatien \| Grenze Slowenien-Kroatien \| \| \| \| M101 \| \| \| \| \| Sutla \| \| \| \| \| L102 nach Harmica (– Kumrovec)[2] \| \| \| \| 446,1 \| Savski Marof \| Savski Marof \| \| \| 443,9 \| Brdovec \| Brdovec \| \| \| 441,5 \| Zaprešić-Savska \| Zaprešić-Savska \| \| \| \| R201 von Zabok (– Čakovec) \| \| \| \| 439,6 \| Zaprešić \| Zaprešić \| \| \| 435,8 \| Podsused Stajalište \| Podsused Stajalište \| \| \| 434,0 \| Podsused tvornica \| Podsused tvornica \| \| \| 432,9 \| Grajnice \| Grajnice \| \| \| 431,1 \| Vrapce \| Vrapce \| \| \| 428,7 \| Kustošija \| Kustošija \| \| \| 426,6 \| Zagreb Zapadni kolodvor \| Zagreb Zapadni kolodvor \| \| \| 424,4 \| Zagreb Glavni kolodvor \| Zagreb Glavni kolodvor \| \| \| \| M102 weiter nach Dugo Selo \| \| \| \| \| M502-1 \| \| \| \| 422,8 \| Trešnjevka \| Trešnjevka \| \| \| \| Hendrixbrücke über die Save \| \| \| \| \| M202 nach Rijeka \| \| \| \| 417,8 \| Zagreb-Klara \| Zagreb-Klara \| \| \| \| zur Güterumgehungsbahn \| \| \| \| 413,9 \| Odra \| Odra \| \| \| \| von Güterumgehungsbahn \| \| \| \| 409,8 \| Velika Gorica \| Velika Gorica \| \| \| \| M502-2 \| \| \| \| 403,7 \| Mraclin \| Mraclin \| \| \| 400,4 \| Turopolje \| Turopolje \| \| \| 390,7 \| Lekenik \| Lekenik \| \| \| 382,3 \| Greda \| Greda \| \| \| 378,0 \| Stupno \| Stupno \| \| \| 374,5 \| Sisak \| Sisak \| \| \| \| von Karlovac \| \| \| \| 370,0 \| Sisak Caprag \| Sisak Caprag \| \| \| 362,0 \| Blinjski Kut \| Blinjski Kut \| \| \| 357,2 \| Brđani Krajiški \| Brđani Krajiški \| \| \| 351,7 \| Sunja \| Sunja \| \| \| \| nach Banja Luka \| \| \| \| 350,2 \| Krivaja \| Krivaja \| \| \| 346,4 \| Staza \| Staza \| \| \| 343,1 \| Papíci \| Papíci \| \| \| 339,4 \| Šaš \| Šaš \| \| \| 333,1 \| Živaja \| Živaja \| \| \| 328,6 \| Cerovljana \| Cerovljana \| \| \| 326,0 \| Hrvatska Dubica \| Hrvatska Dubica \| \| \| 318,9 \| Višnjica \| Višnjica \| \| \| 315,3 \| Jasenovac \| Jasenovac \| \| \| \| von Zagreb \| \| \| \| 307,0 \| Novska \| Novska \| \| \| \| M104 weiter nach Tovarnik \| \| |                                   |                                        |                                        |
| Strecke |                                   | von Trieste                            | von Trieste                            |
| Bahnhof | 502,0                             | Zidani Most 1943 als Steinbrück (Sawe) | Zidani Most 1943 als Steinbrück (Sawe) |
| Abzweig geradeaus und nach links |                                   | Südbahn nach Maribor                   | Südbahn nach Maribor                   |
| Bahnhof | 502,0                             | Zidani Most (Frachtenbahnhof)          | Zidani Most (Frachtenbahnhof)          |
| Haltepunkt / Haltestelle | 499,0                             | Radeče 1943 als Ratschach (Steierm)    | Radeče 1943 als Ratschach (Steierm)    |
| Haltepunkt / Haltestelle | 497,2                             | Loka 1943 als Laak                     | Loka 1943 als Laak                     |
| Bahnhof | 494,2                             | Breg 1943 als Rain (Steierm)           | Breg 1943 als Rain (Steierm)           |
| Abzweig geradeaus und von rechts |                                   | von Trebnje                            | von Trebnje                            |
| Bahnhof | 485,7                             | Sevnica 1943 als Lichtenwald           | Sevnica 1943 als Lichtenwald           |
| Bahnhof | 477,7                             | Blanca 1943 als Anger-Siegersberg      | Blanca 1943 als Anger-Siegersberg      |
| Haltepunkt / Haltestelle | 471,8                             | Brstanica 1943 als Reichenburg         | Brstanica 1943 als Reichenburg         |
| Bahnhof | 471,0                             | Brstanica tovorna (Frachtenbahnhof)    | Brstanica tovorna (Frachtenbahnhof)    |
| Bahnhof | 467,6                             | Krško 1943 als Gurkfeld                | Krško 1943 als Gurkfeld                |
| Haltepunkt / Haltestelle | 463,7                             | Libna 1943 nicht aufgelistet           | Libna 1943 nicht aufgelistet           |
| Bahnhof | 459,2                             | Brežice 1943 als Rann                  | Brežice 1943 als Rann                  |
| Bahnhof | 453,5                             | Dobova 1943 als Brückel (Steierm)      | Dobova 1943 als Brückel (Steierm)      |
| Grenze | 451,2                             | Grenze Slowenien-Kroatien              | Grenze Slowenien-Kroatien              |
| Strecke |                                   | M101                                   | M101                                   |
| Brücke über Wasserlauf |                                   | Sutla                                  | Sutla                                  |
| Abzweig geradeaus und von links |                                   | L102 nach Harmica (– Kumrovec)         | L102 nach Harmica (– Kumrovec)         |
| Bahnhof | 446,1                             | Savski Marof                           | Savski Marof                           |
| Bahnhof | 443,9                             | Brdovec                                | Brdovec                                |
| Bahnhof | 441,5                             | Zaprešić-Savska                        | Zaprešić-Savska                        |
| Abzweig geradeaus und von links |                                   | R201 von Zabok (– Čakovec)             | R201 von Zabok (– Čakovec)             |
| Bahnhof | 439,6                             | Zaprešić                               | Zaprešić                               |
| Bahnhof | 435,8                             | Podsused Stajalište                    | Podsused Stajalište                    |
| Bahnhof | 434,0                             | Podsused tvornica                      | Podsused tvornica                      |
| Bahnhof | 432,9                             | Grajnice                               | Grajnice                               |
| Bahnhof | 431,1                             | Vrapce                                 | Vrapce                                 |
| Bahnhof | 428,7                             | Kustošija                              | Kustošija                              |
| Bahnhof | 426,6                             | Zagreb Zapadni kolodvor                | Zagreb Zapadni kolodvor                |
| Abzweig geradeaus, nach links und von links · Bahnhof quer | 424,4                             | Zagreb Glavni kolodvor                 | Zagreb Glavni kolodvor                 |
| Strecke |                                   | M102 weiter nach Dugo Selo             | M102 weiter nach Dugo Selo             |
| Strecke |                                   | M502-1                                 | M502-1                                 |
| Bahnhof | 422,8                             | Trešnjevka                             | Trešnjevka                             |
| Brücke über Wasserlauf |                                   | Hendrixbrücke über die Save            | Hendrixbrücke über die Save            |
| Abzweig geradeaus, nach rechts und von rechts |                                   | M202 nach Rijeka                       | M202 nach Rijeka                       |
| Bahnhof | 417,8                             | Zagreb-Klara                           | Zagreb-Klara                           |
| Abzweig geradeaus, nach links und von links |                                   | zur Güterumgehungsbahn                 | zur Güterumgehungsbahn                 |
| Bahnhof | 413,9                             | Odra                                   | Odra                                   |
| Abzweig geradeaus und von links |                                   | von Güterumgehungsbahn                 | von Güterumgehungsbahn                 |
| Bahnhof | 409,8                             | Velika Gorica                          | Velika Gorica                          |
| Strecke |                                   | M502-2                                 | M502-2                                 |
| Bahnhof | 403,7                             | Mraclin                                | Mraclin                                |
| Bahnhof | 400,4                             | Turopolje                              | Turopolje                              |
| Bahnhof | 390,7                             | Lekenik                                | Lekenik                                |
| Bahnhof | 382,3                             | Greda                                  | Greda                                  |
| Bahnhof | 378,0                             | Stupno                                 | Stupno                                 |
| Bahnhof | 374,5                             | Sisak                                  | Sisak                                  |
| Abzweig geradeaus und ehemals von rechts |                                   | von Karlovac                           | von Karlovac                           |
| Bahnhof | 370,0                             | Sisak Caprag                           | Sisak Caprag                           |
| Bahnhof | 362,0                             | Blinjski Kut                           | Blinjski Kut                           |
| ehemaliger Haltepunkt / Haltestelle | 357,2                             | Brđani Krajiški                        | Brđani Krajiški                        |
| Bahnhof | 351,7                             | Sunja                                  | Sunja                                  |
| Abzweig geradeaus und nach rechts |                                   | nach Banja Luka                        | nach Banja Luka                        |
| ehemaliger Haltepunkt / Haltestelle | 350,2                             | Krivaja                                | Krivaja                                |
| Bahnhof | 346,4                             | Staza                                  | Staza                                  |
| ehemaliger Haltepunkt / Haltestelle | 343,1                             | Papíci                                 | Papíci                                 |
| Bahnhof | 339,4                             | Šaš                                    | Šaš                                    |
| Bahnhof | 333,1                             | Živaja                                 | Živaja                                 |
| ehemaliger Haltepunkt / Haltestelle | 328,6                             | Cerovljana                             | Cerovljana                             |
| Bahnhof | 326,0                             | Hrvatska Dubica                        | Hrvatska Dubica                        |
| ehemaliger Haltepunkt / Haltestelle | 318,9                             | Višnjica                               | Višnjica                               |
| Bahnhof | 315,3                             | Jasenovac                              | Jasenovac                              |
| Abzweig geradeaus und von links |                                   | von Zagreb                             | von Zagreb                             |
| Bahnhof | 307,0                             | Novska                                 | Novska                                 |
| Strecke |                                   | M104 weiter nach Tovarnik              | M104 weiter nach Tovarnik              |

Die Bahnstrecke Zidani Most–Zagreb–Novska, auch Kroatische Bahn, ist eine Hauptbahnstrecke in Slowenien und Kroatien.

## Geografische Lage
Der Abschnitt Zidani Most–Zagreb ist Teil des Verkehrskorridors Österreich–Slowenien–Kroatien–Serbien. Die Strecke verläuft von Zidani Most über Zagreb nach Novska, wo sie wieder auf einen anderen Ast des sogenannten Save-Korridors trifft.

### Streckenverlauf

#### Zidani Most–Zagreb
Strecke:
- Slowenien: 10 Ljubljana – Zidani Most – Dobova
- Kroatien: M101 Savski Marof – Zagreb Glavni kolodvor

In Zidani Most (Steinbrück) im Savetal zweigt die Strecke von der Südbahn Wien - Triest ab. Die Streckenführung verbleibt im teils engen Tal bis etwa Krško (Gurkfeld) am nördlichen Talhangfuß. In Krsko tritt die Bahnstrecke in die gleichnamige Ebene über, die sie geradlinig südostwärts über Brežice (Rann) bis zum Grenzbahnhof Dobova durchmisst. 
Nach Überquerung des von Norden her der Save zufließenden Grenzflusses Sotla (Sottl) ist Kroatien erreicht und der nahezu lineare Verlauf in der Weite des Flusstals wird bis Zaprešić beibehalten, wo von Norden her die Krapina in die Save mündet. Anschließend schmiegt sich die Trassierung dem Südabfall der Medvednica (Bärenberg) an, um schlussendlich geradlinig ostwärts Zagreb zu erreichen. 
Zagreb wurde bis 1892 durch den Westbahnhof (damals Agram Südbahnhof, weil durch die Südbahngesellschaft betrieben) erschlossen. Von dort führt die Strecke Richtung Süden weiter auf dem im Folgenden beschriebenen Abschnitt nach Novska. Seit 1892 bilden Abzweigungen von beiden Abschnitten ein Gleisdreieck, über das der vom damaligen ungarischen Staat errichtete Hauptbahnhof erreicht wird.

#### Zagreb–Novska
Strecke:
- M502-1 Zagreb Glavni kolodvor – Velika Gorica
- M502-2 Velika Gorica – Sisak – Novska

Aus dem Hauptbahnhof Zagreb herausführend, quert die Strecke südwärts über die Hendrixbrücke die Save und hält sich bis kurz vor Novska an deren südliche Ebene. Weitere Gleisdreiecke ermöglichen die Verbindung mit der Bahnstrecke Zagreb–Rijeka sowie (bei Zagreb Klara bzw. Velika Gorica) mit der der Güterumgehungsbahn und dem Rangierbahnhof Zagrebački Ranžirni. Die Trassierung verläuft nun geradlinig Richtung Südosten bis nach Sisak, wo die Kupa die Strecke Richtung Save kurvenreicher drängt. Hinter Sisak wurde die Strecke stärker geschwungen am Fuss der aus der Saveebene südlich aufsteigenden Hügellandschaft gebaut bis etwa Gornji Cerovljani, wo der Fluss Una sie nordostwärts Richtung Novska abdrängt. Nach der Savebrücke passiert die Strecke Jasenovac. Nach Unterquerung der Autocesta A3 Zagreb-Belgrad wird in die Bahnstrecke Zagreb-Novska über Kutina eingeschliffen.

## Geschichte
Die „Kroatische Bahn“ von Steinbrück (heute: Zidani Most) über Agram (heute: Zagreb) nach Sissek (heute: Sisak) wurde ab 1855 von der Südbahngesellschaft als Anschlussstrecke an die Österreichische Südbahn begonnen. Als die Südbahn das staatliche Eisenbahnnetz übernahm, war der Unterbau zwischen Steinbrück und Reichenburg (heute: Brstanica) bereits aufgebaut. Die Verbindung mit der Save und mit der unteren Donau war für die Gesellschaft besonders wichtig, deshalb wurde die Trasse der weiteren Bahnstrecke nach Sissek im Jahr 1860 festgelegt. Für die günstigste Steigung und Krümmung wurde die Trasse gewählt, sodass keine größeren Bauwerke außer der Eisenbahnbrücke über die Save bei Agram erbaut werden mussten. Am 1. Oktober 1862 wurde die Strecke Steinbrück–Sissek eröffnet.
Der Abschnitt Sisak–Sunja geht auf einen 1882 errichteten Lückenschluss zur 1872 gebauten bosnischen Militärbahn Banjaluka–Doberlin, einem Teil des Projektes Sandschakbahn, zurück. Der Abschnitt Sunja–Novska wurde 1891 als Teil der ursprünglichen Verbindung zwischen Zagreb und Belgrad errichtet. Die Gesamtkilometrierung zeigt die heutige Nebenstrecke als die ursprüngliche Hauptroute, die in Novska wieder in die Korridorstrecke Zagreb–Dugo Selo (M102)–Novska (M103)–Vinkovci–Tovarnik–Staatsgrenze (M104) zu Serbien bei Šid mündet.
1918 ging die Bahnstrecke zunächst an die Železnice Kraljevine Saba, Hrvata i Slovenaca (SHS) über, die 1929 in Jugoslovenske Državne Železnice (JDŽ) umbenannt wurde. Bei dem Balkanfeldzug wurde die Abschnitt Zidani Most–Staatsgrenze von der Deutschen Reichsbahn übernommen. Auf der Seite von der Staatsgrenze bis Novska nahm die Hrvatske državne željenice (HDŽ) den Betrieb auf. Nach dem Ende des Zweiten Weltkrieges wurden beide Abschnitte an die JDŽ zurückgegeben, die seit 1954 Jugoslovenske Železnice war.

## Infrastruktur
Die Strecke ist von Zidani Most bis Zagreb durchgehend zweigleisig ausgebaut. Im westlich Abschnitt bis zum slowenischen Grenzbahnhof Dobova ist sie mit 3 kV Gleichspannung, östlich davon mit 25 kV 50 Hz Wechselstrom elektrifiziert. Der Abschnitt (Ljubljana –) Zidani Most – Zagreb ist Bestandteil des Paneuropäischen Verkehrskorridors Nr. X (Österreich – Slowenien – Kroatien – Serbien).

## Betrieb
Im Abschnitt Zagreb–Novska dient die Strecke heute weitgehend nur dem Regionalverkehr. Fernverkehr besteht aber durch die Züge nach Bosnien und Herzegowina, die im Bahnhof Sunja auf Bahnstrecke Sunja–Banja Luka abzweigen.
- Der nordwestliche Teil gehört heute zur slowenischen Bahnstrecke Dobova–Ljubljana.[1]
- Das Stück Staatsgrenze bei Savski Marof–Zagreb ist die kroatische Strecke M101.
- Der südöstliche Abschnitt gehört zur heutigen Strecke Zagreb–Sisak–Novska (M502-1, M502-2).